# Lijst van afleveringen van Pushing Daisies
Dit is een lijst van afleveringen van de Amerikaanse televisieserie Pushing Daisies. De serie telt twee seizoenen en is door ABC stopgezet wegens te lage kijkcijfers.

## Overzicht
| Seizoen | Aantal afleveringen | Uitgezonden                       |  |
| ------- | ------------------- | --------------------------------- |  |
| 1       | 9                   | 2 oktober 2007 – 12 december 2007 |  |
| 2       | 13                  | 1 oktober 2008 – 13 juni 2009     |  |

## Afleveringen

### Seizoen 12007
| Nr. | Titel              | Schrijver(s)                             | Regisseur         | Uitzenddatum     | Uitzenddatum      |  |
| --- | ------------------ | ---------------------------------------- | ----------------- | ---------------- | ----------------- |  |
| 1 | Pie-lette          | Bryan Fuller                             | Barry Sonnenfeld  | 2 oktober 2007   | 19 augustus 2008  |  |
| Ned is taartenbakker van beroep, maar helpt daarnaast een privédetective met het oplossen van moorden. Ned beschikt namelijk over een bijzondere gave: hij kan mensen die zijn overleden, weer tot leven wekken. Zijn leven neemt een dramatische wending, wanneer zijn jeugdliefde Charlotte wordt vermoord en hij haar, met alle consequenties van dien, terughaalt uit de dood. |                    |                                          |                   |                  |                   |  |
| 2 | Dummy              | Peter Ocko                               | Barry Sonnenfeld  | 9 oktober 2007   | 19 augustus 2008  |  |
| Een man komt om bij een verkeersongeluk. Hij blijkt het slachtoffer te zijn geworden van een misdaad. De politie looft een beloning uit voor degene die de dader weet te vinden. Emerson heeft hier wel oren naar en brengt samen met Ned en Chuck een bezoek aan het mortuarium om met de overledene te praten.                                                                   |                    |                                          |                   |                  |                   |  |
| 3 | The Fun in Funeral | Bryan Fuller                             | Paul Edwards      | 15 oktober 2007  | 26 augustus 2008  |  |
| Een mysterieuze dood leidt Ned weer terug naar zijn geboorteplaats Coeur d'Coeurs. Chuck maakt een speciale taart voor haar tantes waar ze een middel tegen depressie in verwerkt. |                    |                                          |                   |                  |                   |  |
| 4 | Pigeon             | Rina Mimoun                              | Adam Kane         | 23 oktober 2007  | 2 september 2008  |  |
| Emerson, Ned en Chuck worden ingehuurd om te bewijzen dat een piloot geen zelfmoord heeft gepleegd, maar vermoord is. Ze raken vervolgens betrokken bij een sieradenroof en krijgen te maken met een ontsnapte gevangene. |                    |                                          |                   |                  |                   |  |
| 5 | Girth              | Katherine Lingenfelter                   | Peter O'Fallon    | 30 oktober 2007  | 9 september 2008  |  |
| Emerson en Olive zitten tijdens Halloween achter een geest aan die jockeys vermoordt. Ned en Chuck helpen bij het oplossen van de zaak. |                    |                                          |                   |                  |                   |  |
| 6 | Bitches            | Chad Gomez Creasey & Dara Resnik Creasey | Allan Kroeker     | 13 november 2007 | 16 september 2008 |  |
| Ned, Chuck, Emerson en Olive doen onderzoek naar de moord op een hondenfokker. De man beweert vermoord te zijn door zijn vrouw. Het probleem is echter dat de man met vier verschillende vrouwen getrouwd was. |                    |                                          |                   |                  |                   |  |
| 7 | Smell of Success   | Scott Nimerfro                           | Lawrence Trilling | 20 november 2007 | 23 september 2008 |  |
| Tijdens een explosie in een fabriek komt een vrouw om het leven. Ned, Emerson en Chuck gaan op onderzoek uit. |                    |                                          |                   |                  |                   |  |
| 8 | Bitter Sweets      | Abby Gewanter                            | Allan Kroeker     | 28 november 2007 | 30 september 2008 |  |
| De eigenaren van een nieuwe snoepwinkel doen er alles aan om ervoor te zorgen dat The Pie Hole failliet gaat. Wanneer een van de eigenaars wordt vermoord, wordt Ned als hoofdverdachte gezien. |                    |                                          |                   |                  |                   |  |
| 9 | Corpsicle          | Lisa Joy                                 | Brian Dannelly    | 12 december 2007 | 7 oktober 2008    |  |
| Chuck komt achter het grote geheim van Ned en weigert hem te vergeven. Emerson vraagt Ned om zijn hulp bij een zaak, zodat hij wat afleiding heeft. Ondertussen krijgen de tantes hallucinaties van de antidepressivataart. |                    |                                          |                   |                  |                   |  |

### Seizoen 22008
| Nr. | Titel                  | Schrijver(s)                             | Regisseur           | Uitzenddatum     |  |
| --- | ---------------------- | ---------------------------------------- | ------------------- | ---------------- |  |
| 1 | Bzzzzzzzzz!            | Bryan Fuller                             | Adam Kane           | 1 oktober 2008   |  |
| Chuck gaat undercover in een cosmeticabedrijf nadat hun nieuwe woordvoerster vermoord wordt teruggevonden. Ned is ondertussen niet erg blij met Chucks herontdekte onafhankelijkheid. Lily steekt Olive in een klooster opdat ze haar grote geheim niet zal verklappen. |                        |                                          |                     |                  |  |
| 2 | Circus Circus          | Peter Ocko                               | Lawrence Trilling   | 7 oktober 2008   |  |
| Ned, Chuck en Emerson zoeken naar een vermiste tiener die is weggelopen uit een circus, waar wel meer dingen mee mis te blijken zijn. Lily zoekt Olive op in het klooster.                                                                                              |                        |                                          |                     |                  |  |
| 3 | Bad Habits             | Gretchen J. Berg & Aaron Harberts        | Peter O'Fallon      | 14 oktober 2008  |  |
| Olive vraagt de hulp van Ned en Emerson wanneer een van de zusters in haar klooster vermoord wordt. |                        |                                          |                     |                  |  |
| 4 | Frescorts              | Lisa Joy                                 | Peter Lauer         | 22 oktober 2008  |  |
| Emersons moeder komt op bezoek en gebruikt haar bezoek om in het reine te komen met zichzelf. Maar hij krijgt de kans niet wanneer sexy Veronica vraagt de moord op haar beste vriend Joe te onderzoeken.                                                               |                        |                                          |                     |                  |  |
| 5 | Dim Sum, Lose Some     | Davey Holmes                             | Lawrence Trilling   | 29 oktober 2008  |  |
| Bao Di vraagt aan Emerson de moord op haar man te onderzoeken. Hij ontdekt dat de man zware gokschulden had en zelfs hun dochter Mei had vergokt. |                        |                                          |                     |                  |  |
| 6 | Oh Oh Oh...It's Magic  | Katherine Lingenfelter                   | Adam Kane           | 19 november 2008 |  |
| Ned, Chuck, Emerson, Olive, Digby en Pigby zien een goocheltruc mislopen. We komen meer te weten over Ned en zijn familie. |                        |                                          |                     |                  |  |
| 7 | Robbing Hood           | Jim Danger Gray                          | Paul Shapiro        | 26 november 2008 |  |
| Gustav Hoffer is net overleden. Zijn advocaat vraagt aan Emerson om te onderzoeken of zijn dood een moord was en geen overval die misliep. |                        |                                          |                     |                  |  |
| 8 | Comfort Food           | Doug Petrie                              | Peter O'Fallon      | 3 december 2008  |  |
| Ned brengt kolonel Likken weer tot leven, die het leven liet in een friteuse. Zijn wereldberoemde recept werd gestolen en zijn vrouw vraagt aan Ned, Chuck en Emerson uit te zoeken wie achter de moord zit en wie dus zijn recept in handen heeft.                     |                        |                                          |                     |                  |  |
| 9 | Lighthouse             | Chad Gomez Creasey & Dara Resnik Creasey | Lawrence Trilling   | 10 december 2008 |  |
| Een vuurtorenwachter wordt vermoord en op verzoek van zijn zoon (Alexander Gould) gaat het team achter de dader aan. |                        |                                          |                     |                  |  |
| 10 | The Norwegians         | Scott Nimerfro                           | Tricia Brock        | 17 december 2008 |  |
| Emerson weigert uit te zoeken wat er gebeurd is met Dwight Dixon, Tante Vivians geliefde. Drie rivaliserende Noorse detectives bieden hun diensten dan aan en graven in het verleden van Ned, Chuck en Emerson, die het warm beginnen voelen onder hun voeten.          |                        |                                          |                     |                  |  |
| 11 | Window Dressed to Kill | Abby Gewanter                            | Julie Anne Robinson | 30 mei 2009      |  |
| Erin Embry, een bekende etalagiste, wordt vermoord teruggevonden. Haar fans verdenken Coco Juniper, haar partner. Ned heeft een kleine identiteitscrisis. |                        |                                          |                     |                  |  |
| 12 | Water and Power        | Peter Ocko, Lisa Joy & Jim Danger Gray   | Dean White          | 6 juni 2009      |  |
| Lila Robinson, iemand uit Emersons verleden, daagt weer op en onthult een geheim dat hij lang verborgen heeft weten te houden. Zij biedt hem nu een deal aan: zij helpt hem als hij haar kan helpen: ze wordt namelijk verdacht iemand vermoord te hebben.              |                        |                                          |                     |                  |  |
| 13 | Kerplunk               | Gretchen J. Berg & Aaron Harberts        | Lawrence Trilling   | 13 juni 2009     |  |
| Wanneer een van oude rivalen van tante Vivian en tante Lily vermoord wordt, keren de dames weer terug naar hun hoogdagen als schoonzwemmers en gaan de twee undercover, met Ned als manager en Olive als styliste.                                                      |                        |                                          |                     |                  |  |